# Trey Johnson
Pour les articles homonymes, voir Trey et Johnson.
Clinton « Trey » Johnson III, plus connu sous le nom de Trey Johnson, né le 30 août 1984 à Jackson, est un joueur de basket-ball professionnel américain naturalisé qatari. Il occupe le poste d'arrière.

## Biographie
Troisième enfant de sa famille, il effectue ses études à l'université d'Alcorn State, puis de Jackson State, où il obtient un diplôme en communication. Johnson, bon joueur de baseball comme son père et son frère, est drafté par une équipe de Ligue majeure de baseball, les Royals de Kansas City. Mais une blessure l'empêche alors de poursuivre l'aventure et il décide donc de se concentrer sur le basket-ball.
En octobre 2007, Trey Johnson intègre l'équipe NBA des Hornets de la Nouvelle-Orléans, avec qui il dispute cinq matchs de pré-saison. Il est plus tard libéré par son club, et rejoint le KK Hemofarm en Serbie. Il effectue ensuite un essai avec Gravelines Dunkerque, mais Christian Monschau lui préfère Yannick Bokolo et Dan McClintock.
Après un cours passage à Cleveland, où il retrouve son ami d'enfance Mo Williams, Johnson signe un contrat professionnel avec le BCM. En février 2010, Trey Johnson est écarté du groupe gravelinois à la suite de problèmes de comportement. Son contrat est finalement rompu le 12 février.